# Domenico Montagnana
Domenico Montagnana (geboren 24. Juni 1686 in Lendinara, Provinz Rovigo; gestorben 6. März 1750 in Venedig) war ein venezianischer Geigenbauer.

## Leben
Domenico Montagnanas Vater Paolo Montagnana war Schuhmacher (calzolaio) und hatte Adriana Spinelle 1669 in Lendinara geheiratet. Domenico Montagnana hatte sieben Geschwister, von denen einige, wie auch seine Mutter 1695, früh starben. Ein Bruder kam später ebenfalls nach Venedig und arbeitete in Domenicos Werkstatt. Es wird angenommen, dass Montagnana sich seit 1701 in Venedig aufhielt und dass er bei Matteo Sellas und Matteo Goffriller in der Lehre war. Pietro Guarneri (Pietro II, 1695–1762/63) (Bruder des Giuseppe Guarneri del Gesù) war eine Zeitlang in seiner Werkstatt, bevor er zu seinem Konkurrenten wurde.

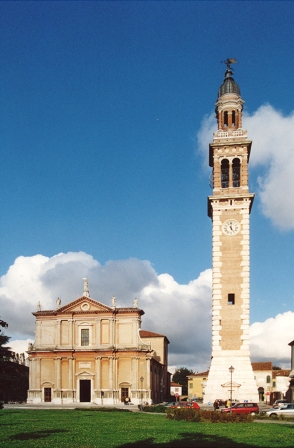
„battezzato 29 Giugno 1686 – Sabato“ – im Dom Santa Sofia in Lendinara wurde Montagnana getauft

Seine „Lauter“-Werkstatt, die er 1711 oder 1712 eröffnete, lag in der Calle dei Stagneri in der Gemeinde San Bartolomeo in Venedig. Er führte das Schild sub signum Cremonae.
In Venedig heiratete er Caterina Berti und hatte mit ihr sechs Töchter. Lodovica, die erste, kam im Jahre 1719 zur Welt, aber starb bereits im Jahr 1734. Seit der letzten Geburt war Caterina erkrankt und starb schließlich nach zwanzig Jahren Paralyse im Jahr 1748. Im Jahr 1734 schätzte er den Nachlass des Kollegen Angelo Sopran, in dem sich eine Anzahl deutscher Instrumente befand. Nach dem Tod Domenicos im Jahr 1750 wurde in einem Vertrag festgelegt, dass der Nachbarsohn und Geselle Domenicos, Giorgio Serafin, seinen väterlichen Betrieb Scolo dei Marzeri in dem Betrieb der Töchter alla Cremona aufgehen lassen müsse und dass er binnen acht Monaten die eine Schwester, Antonia, heiraten solle. Diese Hochzeit fand am 21. November 1751 statt, dem höchsten Feiertag Venedigs. Serafin konnte nun nicht nur über ein umfangreiches Betriebskapital verfügen und die Verträge für die Ausrüstung und Wartung der Streichinstrumente verschiedener venezianischer Kirchenorchester und der Orchester der Hospitäler weiterführen, sondern er übernahm auch verschiedene Instrumente, so zwei von Girolamo Amati und eines von Stainer, in einen wohlgeordneten Betrieb, dessen Profit er mit den Schwestern teilen musste.
Das Wohnhaus der Montagnana wurde im Zuge der von der österreichischen Herrschaft eingeleiteten städtebaulichen Sanierungsmaßnahmen im Jahr 1857 abgerissen.
Montagnana baute Streichinstrumente wie Violinen, Bratschen, Violoncelli und auch Kontrabässe. Im Jahre 1730 sei ihm die Konstruktion einer besonderen Bauart für die Violine gelungen. Bekannt ist Montagnana aber vor allem als Erbauer von Violoncelli.

## Verbreitung seiner Instrumente
Es wird geschätzt, dass es heute noch mehr als 100 von Montagnana gebaute Instrumente gibt, davon sind viele noch in Gebrauch und werden von berühmten Musikern gespielt, sie sind dabei auch im Besitz privater oder öffentlicher Sammlungen.

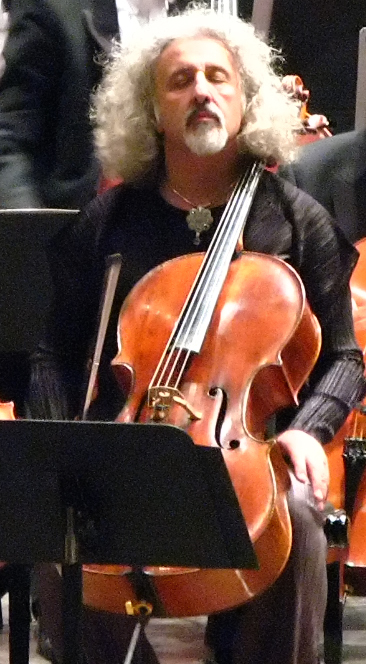
Mischa Maisky spielt seit 1973 auf einem Montagnana-Cello

Ein Instrument von Montagnana spielen oder haben gespielt: Orlando Cole, Emanuel Feuermann, Lynn Harrell, Ralph Kirshbaum, Yo-Yo Ma, Mischa Maisky, Wilhelm Melcher, Truls Mørk, Boris Pergamenschtschikow, Nathaniel Rosen, Heinrich Schiff, Jan Vogler und Alfred Wallenstein.
In Montagnanas Geburtsstadt Lendinara findet jährlich ein Festival statt, bei dem auch seine Instrumente zur Geltung kommen.

## Berühmte Instrumente
- Ex-Hekking (1721) – 2011 gespielt von Jan Vogler, Dresden; seit 2015 gespielt von Norbert Anger.
- Petunia (1733) – im Besitz von Yo-Yo Ma
- Feuermann (1735) – ein Schweizer Sammler
- Sleeping Beauty (1739) – ehemals im Besitz von Heinrich Schiff, vorher Gregor Piatigorsky
- Baron Steinheil (1740) (unbekannt)
- Duchess of Cleaveland (1740) (unbekannt)
- Ex-Servais (1738) – im Besitz von Nathaniel Rosen
- Montagnana (1710) – war im Besitz von Guilhermina Suggia